# Villages du Trône

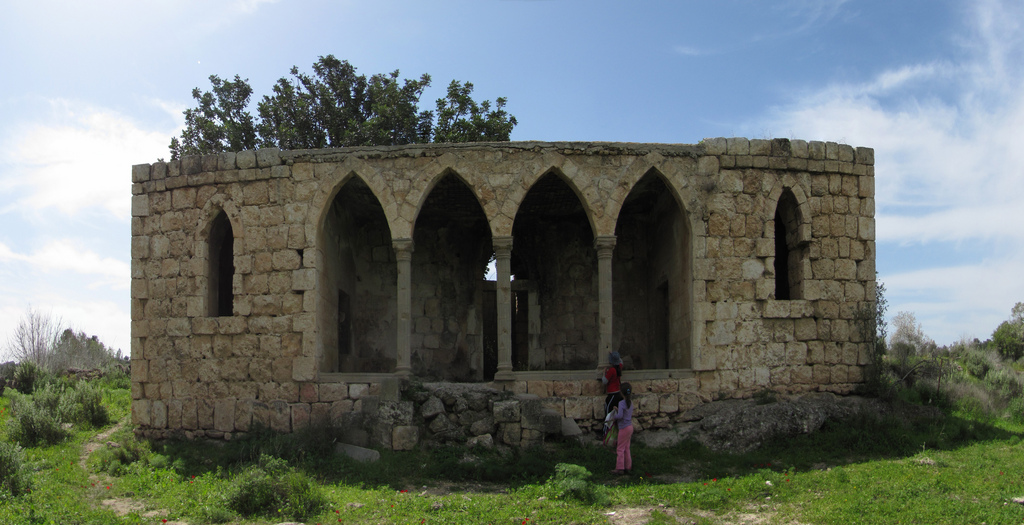
Maison du village palestinien de Bayt Jibrin.

Les villages du Trône, en arabe : قرى الكراسي, sont des villages situés dans les zones montagneuses centrales de la Palestine, constituant désormais la Cisjordanie moderne, qui servaient de sièges au pouvoir politique et militaire des chefs locaux (cheikhs) des sous-districts ruraux (nahié) principalement pendant la seconde moitié de la domination ottomane. Les villages du Trône ont été soumis, le 6 juin 2013, à la liste indicative de la liste du patrimoine mondial en Palestine.

## Fonctions politiques et sociales
Il existait à peu près deux douzaines de villages du Trône dans les sous-districts qui constituaient les zones montagneuses centrales de la Palestine,. Pour la plupart, ils étaient relativement éloignés des principaux centres urbains de la région (Naplouse, Jérusalem et Hébron), qui avaient leurs propres administrateurs. Nombre d'entre elles étaient stratégiquement situées le long des routes commerciales ou servaient de centres de production d'huile d'olive.
Dans les hautes terres rurales, les villages voisins sont regroupés en sous-districts administratifs ou en Sheikhdom (en) virtuels, dans lesquels un ou plusieurs villages du Trône, généralement plus importants en termes de population et de propriétés foncières, servent de centres socio-politiques et économiques pour les villages de moindre importance. Le village du Trône est le centre administratif du clan dominant de la région, et certains sont également des centres de branches pour divers ordres soufis, en particulier la Qadiriyya. Les principaux clans de la région entretiennent des relations avec d'autres clans par le biais de réseaux de mécénat et d'alliances, et ont des relations similaires avec les clans marchands urbains. Les relations des cheikhs avec les autorités découlent de leur rôle de collecteurs d'impôts locaux pour le compte du gouvernement.
Les cheikhs des principaux clans de propriétaires ruraux fondent en fin de compte leur pouvoir sur la violence ou la menace de violence. Cependant, la force est rarement utilisée en raison de la durabilité des réseaux de patronage, par lesquels les cheikhs offrent à la paysannerie locale une protection en échange de sa loyauté. Ce réseau renforce le pouvoir des cheikhs, qui peuvent restreindre efficacement les routes commerciales locales et régionales grâce à leur capacité à mobiliser des milices paysannes. Leur allégeance à la paysannerie sont également renforcée par la présence de parents dans les petits villages, les mariages mixtes avec les grands clans de paysans et le rôle des cheikhs en tant qu'arbitres des conflits ou garants du droit coutumier.
Les villages du Trône jouent un rôle clé dans le maintien de l'autonomie de la région par rapport à la domination ottomane directe pendant une grande partie des XVIIIe et XIXe siècles. Le village forteresse de Sanur, propriété de la famille Jarrar (en), a toujours été le principal obstacle aux tentatives des gouverneurs d'Acre (en), de Sidon et de Damas d'étendre leur autorité aux hautes terres centrales de la Palestine, en particulier au Jabal Naplouse. En réponse au siège de Saint-Jean-d'Acre, par Napoléon Ier en 1799, les clans dirigeants des villages du Trône envoient des forces pour contrer l'invasion française. Les villages du Trône unissent également leurs forces lors de la révolte de 1834 contre les ordres de conscription de Mehémet Ali d'Égypte.
Au cours de la seconde moitié du XIXe siècle, les réformes ottomanes entraînent des changements dans l'administration politique de la région des hauts plateaux, les autorités centrales ottomanes confiant la gestion de la région aux notables urbains et aux moukhtars nommés (chefs de villages individuels). Cela signifie la perte de pouvoir des cheikhs ruraux et l'influence de leurs villages Trône disparaît pratiquement au début du XXe siècle.

## Architecture
Chaque village du Trône abritait un palais semblable à une forteresse où résidait le cheikh local. L'architecture des palais était influencée par le style de construction des centres urbains, par opposition à l'architecture plus simple des maisons paysannes, ce qui reflétait les relations étroites entre les cheikhs ruraux et les notables urbains.
« Les villages du Trône représentent un horizon architectural homogène, confiné aux hauts plateaux centraux de la Palestine. Au cours des XVIIIe et XIXe siècles, ces hautes terres étaient divisées en vingt-quatre domaines administratifs (sheikdoms), dirigés par des sheikhs appartenant à des familles riches ou nobles. Les villages dans lesquels résidaient les cheikhs et leurs clans étaient appelés villages du trône. »

## Liste des villages du trône
| Village                 | Sous-districts           | Clan                    |
| ----------------------- | ------------------------ | ----------------------- |
| Abou Dis                | Wadiyah                  | Erekat                  |
| Abwein                  | Bani Zeid                | Al-Sahwil               |
| Arraba                  | Bilad al-Haritha         | Abd al-Hadi             |
| Beit Iksa               | Jabal al-Quds            | Al-Kasawni              |
| Bayt 'Itab (en)         | Al-Arqub                 | Al-Lahham               |
| Bayt Jibrin             | Jabal al-Khalil al-Tahta | Al-'Azza                |
| Beit Wazan              | Jurat Amra               | Qasim                   |
| Beita                   | Mashareq al-Beitawi      | Duwaykat                |
| Beitunia                | Jabal al-Quds            | Al-Beituni              |
| Al-Bireh                | Jabal al-Quds            | Al-Birawi               |
| Barqa                   | Wadi al-Sha'ir           | Al-Burqawi and Al-Mir'i |
| Deir Ghassaneh          | Bani Zeid                | Barghouti               |
| Deir Ibzi               | Bani Harith              | Al-Ka'raja              |
| Deir Istiya             | Jamma'in                 | Qasim                   |
| Dura                    | Jabal al-Khalil al-Fauqa | 'Amr                    |
| Jaba'                   | Jabal Sami               | Jarrar (en)             |
| Jalud                   | Mashareq al-Beitawi      | Mansur                  |
| Jamma'in                | Jammain                  | Qasim and Rayyan        |
| Kafr Malik              | Bani Salem               | Al-Daykah               |
| Kur                     | Bani Sa'b                | Jayyosi,                |
| Majdal Yaba             | Jamma'in                 | Rayyan                  |
| al-Mazra'a ash-Sharqiya | Bani Murra               | Al-Ansawiyah            |
| Ni'lin                  | Al-Arqub                 | Al-Khawaja              |
| Qaryat al-Inab          | Bani Malik               | Abu Ghosh               |
| Ras Karkar              | Al-Arqub                 | Ibn Simhan              |
| Sanur                   | Sha'rawiyah              | Jarrar,                 |
| Sebastia                | Wadi al-Sha'ir           | Al-Kayed                |
| al-Walaja               | Bani Hasan               | Al-Absiyeh              |